# 库兹明卡河
库兹明卡河（俄语：Река Кузьминка）是萨哈林州北库里尔斯克区幌筵岛的河流，源起富士形山，长8.3公里，流域面积17平方公里，在距河口2.4公里处注入早濑川。

## 引用
1. ↑  М·Г·瓦西科夫斯基. . 列宁格勒: 气象出版社. 1973 （俄语）.
2. ↑  . Verumwiki.   [2024-02-13]. （原始内容存档于2024-02-13） （俄语）.